# Frank Macfarlane Burnet
Pour les articles homonymes, voir Macfarlane et Burnet.
Frank Macfarlane Burnet (Traralgon, Australie, 3 septembre 1899 — Port Fairy, id., 31 août 1985), également connu sous le nom de Macfarlane ou de Mac Burnet, était un virologue australien dont les recherches ont particulièrement bénéficié au domaine de l'immunologie.
Docteur en médecine de l'Université de Melbourne en 1924, Philosophiæ doctor de l'Université de Londres en 1928, Burnet dirigea des recherches avancées sur les bactériophages et les virus à l'Institut de recherche médicale Walter et Eliza Hall de Melbourne, dont il assura la direction de 1944 à 1956. Ses recherches en virologie aboutirent à d'importantes découvertes concernant la nature, la réplication et l'interaction des virus avec le système immunitaire. À partir du milieu des années 1950, Burnet concentra ses recherches sur l'immunologie et fut un des principaux instigateurs de la théorie de la sélection clonale, qui explique comment les lymphocytes ciblent les antigènes pour les détruire. Ses travaux sur la tolérance immunologique acquise, dont les applications s'étendirent par la suite au domaine de la transplantation d'organes, lui valurent en 1960 le Prix Nobel de médecine qu'il partagea avec Peter Medawar.
Jusqu'à sa retraite officielle en 1978, Burnet écrivit trente-et-un livres et monographies et publia plus de cinq cents articles scientifiques. Il œuvra pour le développement de la recherche médicale en son pays et reçut quelques-unes des plus prestigieuses distinctions : Ordre du Mérite, Ordre d'Australie, chevalier commandeur de l'Ordre de l'Empire britannique. Outre son prix Nobel, Burnet reçut entre autres le prix Albert Lasker, la Médaille Copley, la Médaille royale et des doctorats honorifiques, ce qui fait de lui le scientifique le plus décoré à avoir travaillé en Australie.
Il a donné son nom à l'agent de la fièvre Q, la bactérie Coxiella burnetii.

## Jeunesse
Burnet est né à Traralgon, au Victoria où son père, Frank Burnet, un écossais émigré en Australie, était gérant de la succursale de la Colonial Bank. Il était le deuxième des sept enfants de la famille et dès l'enfance fut appelé du nom de "Mac". La famille déménagea à Terang en 1909 et Burnet s'intéressa à la faune vivant autour du lac voisin. Il rejoignit les scouts en 1910 et acquit une bonne expérience de la vie en plein air. Il commença à recueillir des coléoptères et à étudier la biologie. Il lut des articles de biologie dans la Chambers's Encyclopaedia qui lui fit découvrir les travaux de Charles Darwin. Il commença ses études dans les écoles publiques avant d'obtenir une bourse d'études pour le Geelong College, une des écoles privées les plus réputées du Victoria.
À partir de 1917, Burnet fréquenta l'Ormond College à l'Université de Melbourne où grâce à une bourse, il commença ses études de médecine. Là, il approfondit ses connaissances sur les travaux de Darwin et fut influencé par les idées de H. G. Wells sur la science et la société. À l'université, il devint agnostique, devenant sceptique sur la foi religieuse qu'il considérait comme "un effort pour croire ce que le bon sens vous dit n'être pas vrai.". À la suite de la Première Guerre mondiale, la durée des études de médecine avait été réduite et Burnet obtint son diplôme de médecin et de chirurgien en 1922, et son doctorat en médecine à la fin de 1924. En 1924, il fut nommé médecin biologiste à l'hôpital de Melbourne, dont les laboratoires faisaient partie de l'institut Walter et Eliza Hall. Il mena des recherches sur les réactions d'agglutination dans la fièvre typhoïde ce qui le conduisit à rédiger ses premières publications scientifiques,.
Le directeur de l'Institut, Charles Kellaway, estima que Burnet devrait acquérir de l'expérience dans un laboratoire en Angleterre avant de pouvoir diriger son propre groupe de recherche en Australie. Burnet quitta l'Australie pour l'Angleterre en 1925 et servit comme chirurgien sur le navire au cours de son voyage. À son arrivée, il prit un poste rémunéré pour aider le conservateur de la National Collection of Type Cultures au Lister Institute de Londres. Il obtint une bourse du Lister Institute en 1926 et commença à travailler à plein temps sur la recherche sur les bactériophages. Pour ses travaux, il obtint son Philosophiæ doctor de l'Université de Londres en 1928 et fut invité à écrire un chapitre sur les phages pour le System of Bacteriology du Medical Research Council. À Londres, Burnet se fiança avec une de ses collègues de travail, Edith Linda Druce. Ils se marièrent en 1928 après leur retour en Australie et eurent un fils et deux filles (son épouse est décédée en 1973).

## Institut Walter et Eliza Hall

### Virologie et médecine
À son retour en Australie, Burnet revint à l'institut Walter et Eliza Hall comme directeur adjoint. Sa première mission fut d'enquêter sur la "catastrophe de Bundaberg" dans laquelle 12 enfants étaient morts après avoir reçu un vaccin anti-diphtérique contaminé. Il identifia la présence de toxines de Staphylococcus aureus dans le vaccin qui avait été administré aux enfants mais il s'avéra que c'était une autre toxine qui avait causé leur décès et son travail sur les toxines staphylococciques suscita son intérêt pour l'immunologie. En même temps, il continua d'étudier les bactériophages et écrivit 32 articles sur les phages entre 1924 et 1937. En 1929, Burnet et son assistant, Margot McKie, publièrent un article suggérant que des bactériophages pouvaient exister sous une forme stable non-infectieuses qui se multiplie avec sa bactérie-hôte. Leur description de la lysogénie était une découverte qui ne fut acceptée que bien plus tard, et joua un rôle primordial dans les travaux de Max Delbrück, Alfred Hershey et Salvador Luria sur le mécanisme de réplication et la génétique des virus pour lesquels ils reçurent le prix Nobel de physiologie ou médecine en 1969.
En 1931, avec Jean Macnamara il met pour la première fois en évidence une différence antigénique entre deux souches de virus polio. Cette découverte ne recueillit toutefois que peu de crédit à l'époque, et il fallut attendre 1950 pour qu'elle fut enfin pleinement reconnue.
En 1932 et 1933, Burnet prit un congé pour approfondir ses connaissances à l'Institut national pour la recherche médicale à Londres. D'importantes découvertes en virologie ont été faites alors qu'il y était notamment l'isolement et la première démonstration du mode de transmission du virus de la grippe. Ses recherches portèrent sur le virus canarypox, qu'il développa sur embryon de poulet mettant au point une technique pour l'isolation et la quantification des virus animaux. Lorsque Burnet retourna en Australie, il continua son travail sur les virus, notamment l'épidémiologie de l'herpes simplex. Il participa également à deux projets qui ne concernaient pas les virus : la caractérisation des agents responsables de la psittacose et de la fièvre Q. Il travailla sur la fièvre Q avec le scientifique australien Edward Holbrook Derrick. L'agent causal de la maladie a été nommé Coxiella burnetii en l'honneur de Burnet et il fut la première personne à pouvoir reproduire la maladie en laboratoire. Ses études épidémiologiques sur l'herpès et la fièvre Q mirent en évidence l'origine de la transmission de ces maladies infectieuses qui sont devenues une caractéristique de sa méthode de travail.
Pendant la Seconde Guerre mondiale, Burnet orienta ses recherches sur la grippe et la fièvre fluviale du Japon. Son premier livre, Biological Aspects of Infectious Disease, a été publié en 1940. En 1942, il fut nommé membre de la Royal Society et en 1944 il se rendit à l'université Harvard pour y prononcer des conférences. On lui offrit une chaire, mais il la refusa et retourna en Australie. En 1944, il devint directeur de l'Institut lorsque Kellaway fut nommé directeur de la Fondation Wellcome. Sous sa direction, les chercheurs de l'Institut ont apporté d'importantes contributions à la recherche sur les maladies infectieuses au cours d'une période qui a été appelée "l'âge d'or de la virologie.". Des virologues comme Alick Isaacs, Gordon Ada, John Cairns, Stephen Fazekas de Saint-Groth et Frank Fenner apportèrent d'importantes contributions sur l'encéphalite de la Murray Valley, la myxomatose, la poliomyélite, les maladies à poxvirus, l'herpès et la grippe.
Burnet et son équipe apportèrent d'importantes contributions à la recherche sur la grippe; il développa des techniques de multiplication et d'étude du virus, notamment les techniques d'hémagglutination. Il travailla sur un vaccin vivant contre la grippe mais les essais cliniques du vaccin au cours de la Seconde Guerre mondiale aboutirent à un échec. Son intérêt pour les récepteurs du virus de la grippe l'ont amené à découvrir que la neuraminidase était sécrétée par Vibrio cholerae ce qui, plus tard, fut à la base d'importants travaux d'Alfred Gottschalk sur les glycoprotéines et l'acide sialique substrat d'action de la neuraminidase. Entre 1951 et 1956, Burnet travailla sur les gènes du virus de la grippe. Il démontra que le virus se recombinait avec une haute fréquence et cette observation n'a été pleinement appréciée que plusieurs années plus tard, lorsqu'on démontra que le génome de la grippe était segmenté,.

### Immunologie
Au milieu des années 1950, Burnet décida que la recherche de l'Institut devait être axée sur l'immunologie. De nombreux virologues quittèrent l'Institut et s'installèrent au John Curtin School of Medical Research de l'université nationale australienne. À partir de 1957, tous les nouveaux chercheurs et étudiants de l'Institut travaillèrent sur les problèmes immunologiques; Burnet s'impliqua dans les travaux relatifs aux maladies auto-immunes et au rejet greffon-hôte et, de plus en plus, aux études théoriques sur l'immunologie, les moyens de défense et le cancer.
Burnet commença à écrire des articles sur l'immunologie dans les années 1940. En 1941, il écrivit une monographie appelée "The Production of Antibodies" ("la production d'anticorps"), monographie qui a été révisée et rééditée en 1949 avec Frank Fenner comme coauteur. Ce livre est considéré comme une livre-clé en immunologie. Il marque le passage de l'immunologie du domaine de la chimie à celui de la biologie. Principal fait marquant de ce travail, il introduit le concept du "soi" et du "non-soi" en immunologie. La distinction entre le soi et le non-soi fait partie intégrante des conceptions de Burnet avec le rôle fondamental qu'il joue dans l'organisme vivant lui-même, mais aussi dans son fonctionnement et ses interactions. Burnet considérait que le "soi" de l'organisme d'accueil avait été défini activement au cours de l'embryogenèse par le biais d'interactions complexes entre les cellules immunitaires et toutes les autres cellules et molécules de l'embryon.
À partir du concept du soi, Burnet émit l'hypothèse que dans certaines conditions l'organisme produisait des anticorps contre ses propres composants (notion de maladie auto-immune) puis de là, il en vint à la notion de tolérance immunitaire. Il conçut l'idée que si, dans sa vie embryonnaire, un être vivant avait été mis en contact avec des cellules d'une race génétiquement distincte, cet organisme ne développerait aucune réponse immunitaire contre les antigènes des cellules étrangères, après la mise bas de l'animal et développement de son système immunitaire.
Burnet ne fut pas cependant en mesure de prouver expérimentalement son hypothèse. Peter Medawar, Rupert E. Billingham et Brent Leslie réussirent à le faire en 1953 quand ils montrèrent que des splénocytes pouvaient être greffés par perfusion intraveineuse à des souris in utero ou juste après la naissance et que, lorsque ces souris avaient grandi, elles pouvaient accepter la peau et d'autres tissus des sujets donneurs de splénocytes, mais pas de toute autre souche de souris. Burnet et Medawar ont été corécipiendaires du prix Nobel 1960 de physiologie ou de médecine pour ce travail, car il fournissait la base expérimentale de la tolérance immunitaire, permettant ainsi d'amorcer la transplantation d'organes.
Burnet a noté que sa contribution à la tolérance immunitaire n'avait été que théorique :

« Ma participation à la découverte de la tolérance immunologique acquise a été très mineure : c'était la formulation d'une hypothèse qui demandait une expérimentation. »

Burnet s'intéressa à la façon dont l'organisme produit des anticorps en réponse à des antigènes. L'idée dominante dans la littérature des années 1940 était que l'antigène agissait comme un modèle pour la production d'anticorps, ce qui était connu sous le nom d'hypothèse "instructive". Burnet n'était pas satisfait par cette explication, et dans la deuxième édition de "La production d'anticorps ", avec Fenner il avança une hypothèse d'action indirecte où chaque antigène influait sur le génome, ce qui assurait la production d'anticorps. En 1956, il s'intéressa à l'hypothèse de la sélection naturelle développée par Niels Kaj Jerne, qui décrit un mécanisme pour la réponse immunitaire fondé sur une ancienne théorie développée par l'immunologiste et prix Nobel Paul Ehrlich. Jerne imaginait que l'antigène se liait à un anticorps par hasard et, que, lors de cet appariement, il se fabriquait beaucoup plus d'anticorps que d'antigènes. Burnet développa un modèle qu'il nomma la sélection clonale qui élargissait et améliorait l'hypothèse de Jerne. Burnet supposa que chaque lymphocyte portait sur sa surface des immunoglobulines spécifiques reflétant la spécificité des anticorps qui seraient ensuite synthétisés une fois la cellule activée par un antigène. L'antigène servait de starter sélectif, ce qui expliquait la prolifération et la différenciation sélective des lymphocytes qui portaient des récepteurs pour cet antigène.
En 1958, Gustav Nossal et Joshua Lederberg montrèrent que les Lymphocytes B produisaient toujours un seul anticorps, ce qui était la première amorce de preuve de la théorie de la sélection clonale. Burnet développa sa théorie en 1959 dans son livre The Clonal Selection Theory of Acquired Immunity (La théorie de la sélection clonale de l'immunité acquise). Sa théorie annonçait la quasi-totalité des principales caractéristiques du système immunitaire que nous connaissons aujourd'hui, y compris les maladies auto-immunes, la tolérance immunitaire et l'hypermutation somatique comme mécanisme de production d'anticorps. La théorie de la sélection clonale est devenue l'un des concepts centraux de l'immunologie et Burnet considérait ses contributions à la compréhension théorique du système immunitaire comme sa plus grande contribution à la science et il écrivit que lui-même et Jerne devraient avoir reçu le prix Nobel pour leurs travaux Les contributions de Jerne à la conceptualisation des systèmes immunitaires quand il partagea le prix Nobel avec Burnet en 1984.
Il y a une controverse sur la publication de la version de la théorie de Burnet dans l'Australian Journal of Science en 1957. Certains commentateurs font valoir qu'il publia sa théorie dans un journal australien pour accélérer sa publication et obtenir la priorité sur des idées qui ont été publiées plus tard cette même année dans un document écrit par David Talmage et que Burnet avait lu avant de publier son article,,. Mais dans son article Burnet citait l'article de Talmage et, plus tard, dans une interview, Talmage déclara qu'il croyait que Burnet "avait vraiment développé son idée avant d'avoir lu son article.". La théorie est maintenant parfois connue sous le nom de théorie de sélection clonale de Burnet.
Entre 1960 et 1962, Burnet travailla sur le rejet de greffe en collaboration avec Lone Simonsen. Simonsen avait montré en 1957 que, lorsqu'on injectait à un embryon de poulet par voie intraveineuse du sang de poulet adulte, il se produisait une réaction de rejet de greffe par la suite, réaction qui était connue sous le nom de phénomène de Simonsen. Leur travail sur ce sujet allait plus tard contribuer à expliquer les leucocytes passagers dans la transplantation. Le dernier projet auquel il travailla à l'Institut est une étude avec son assistante Margaret Holmes sur une maladie auto-immune de la souris noire de Nouvelle-Zélande; cette souris a une incidence spontanée élevée d'anémie hémolytique auto-immune. Ils se sont intéressés à l'utilisation d'un immunosuppresseur: le cyclophosphamide pour traiter la maladie amorçant ainsi l'utilisation des immunosuppresseurs dans le traitement des maladies autoimmunes humaines. Il continua à travailler dans son laboratoire jusqu'à sa retraite en 1965; Gustav Nossal lui succéda comme directeur de l'Institut Walter et Eliza Hall. Sous la direction de Burnet, l'Institut était devenu "le centre de recherche sans doute le plus connu dans le monde consacré à l'étude de l'immunologie.".

## Distinctions et honneurs
- Knight Bachelor (Kt - 1951)[34]
- Membre de l'Ordre du Mérite britannique (OM - 1958)[35]
- Ordre du Soleil levant (1961) (Japon)
- Chevalier commandeur de l'Ordre de l'Empire britannique (KBE - 1969)[36]
- Chevalier de l'Ordre d'Australie (AK - 1978)[37]
- Membre de la Royal Society (FRS - 1942)[38]